# Cecilia Dwyer Rimstedt
Cecilia Dwyer Rimstedt es una jugadora sueca/americana de bridge, dos veces campeona mundial. Rimstedt proviene de una familia de jugadores de bridge, que incluye a su hermana, Sandra Rimstedt, y a sus hermanos gemelos, Mikael Rimstedt y Ola Rimstedt .

## Logros del puente

### Victorias
- Copa de Venecia (1) 2019
- Equipos Femeninos de la Serie Mundial de Bridge (1) 2022 [1]
- Campeonato Norteamericano de Bridge (1)
  - Smith Life Master Parejas Femeninas 2006

### Subcampeones
- Copa de Venecia (1) 2017